# آن وينترس
آن كريستين وينترس (بالإنجليزية: Anne Winters)‏ (ولدت في 03 يونيو 1994) ممثلة أمريكية، اشتهرت بظهورها في مسلسل الدرامي الطاغية (2014)،
فيلم القلاع الرملية (2014)، فازت بجائزة مهرجان نيس السينمائي الدولي لأفضل ممثلة مساعدة لدورها في القبيلة (2016).

## نشأتها
ولدت آن كريستين وينترز في دالاس، تكساس، لأبوين هما كارين وهاري وينترز. ونشأت في لويسفيل القريبة. تلقت تعليمها في أكاديمية بريستونوود المسيحية، وهي مدرسة معمدانية خاصة في بلانو. عندما كانت في العاشرة من عمرها غنت في مركز الخطوط الجوية الأمريكية أمام حشد من أكثر من 24000 شخص. كانت تخطط في الأصل للالتحاق بجامعة ساوثرن ميثوديست للحصول على تعليمها الجامعي، لكنها اختارت بدلاً من ذلك الانتقال إلى لوس أنجلوس من أجل متابعة مسيرتها المهنية في التمثيل.

## حياتها الشخصية
في مايو 2024، أعلنت وينترز أنها تتلقى علاجًا لسوء التغذية.

## وصلات خارجية
- آن وينترس على موقع IMDb (الإنجليزية)
- آن وينترس على موقع ألو سيني (الفرنسية)
- آن وينترس على موقع قاعدة بيانات الفيلم (الإنجليزية)
- آن وينترس على موقع كينوبويسك (الروسية)
- annewintersعلى تويتر.